# Saint-Nicolas-de-la-Haie
Pour les articles homonymes, voir Saint-Nicolas.
Saint-Nicolas-de-la-Haie est une commune française rurale, située dans le département de la Seine-Maritime en Normandie.
Elle fait partie de l'arrondissement de Rouen. Ses habitants, au nombre d'environ 406, sont les Nicolaysiennes et les Nicolaysiens.

## Géographie

### Localisation

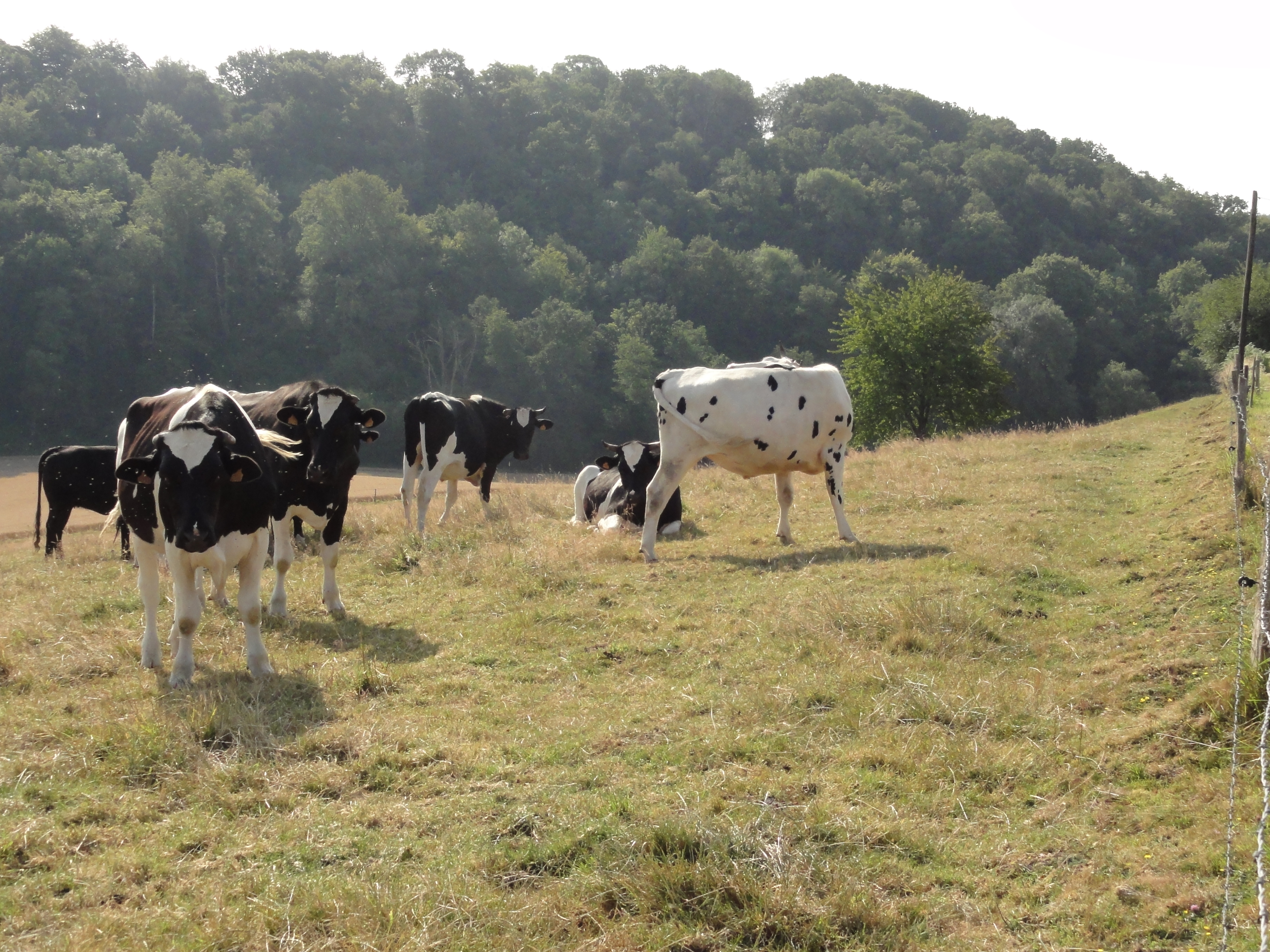
Paysage de la commune

Saint-Nicolas-de-la-Haie, à 114 m d'altitude en moyenne, se trouve proche des communes de Grand-Camp, Saint-Aubin-de-Crétot et Auberville-la-Campagne. Elle fait partie du parc naturel régional des Boucles de la Seine normande. La ville la plus proche (Fécamp), qui est aussi un port maritime, se trouve à 29 km.
Le territoire de la commune est limitrophe de ceux de cinq communes :
| Trouville  | Saint-Aubin-de-Crétot    |                        |
|            | Saint-Nicolas-de-la-Haie | Saint-Gilles-de-Crétot |
| Grand-Camp | Saint-Arnoult            |                        |

### Hydrographie
La commune est située dans le bassin Seine-Normandie. Elle n'est drainée par aucun cours d'eau,.

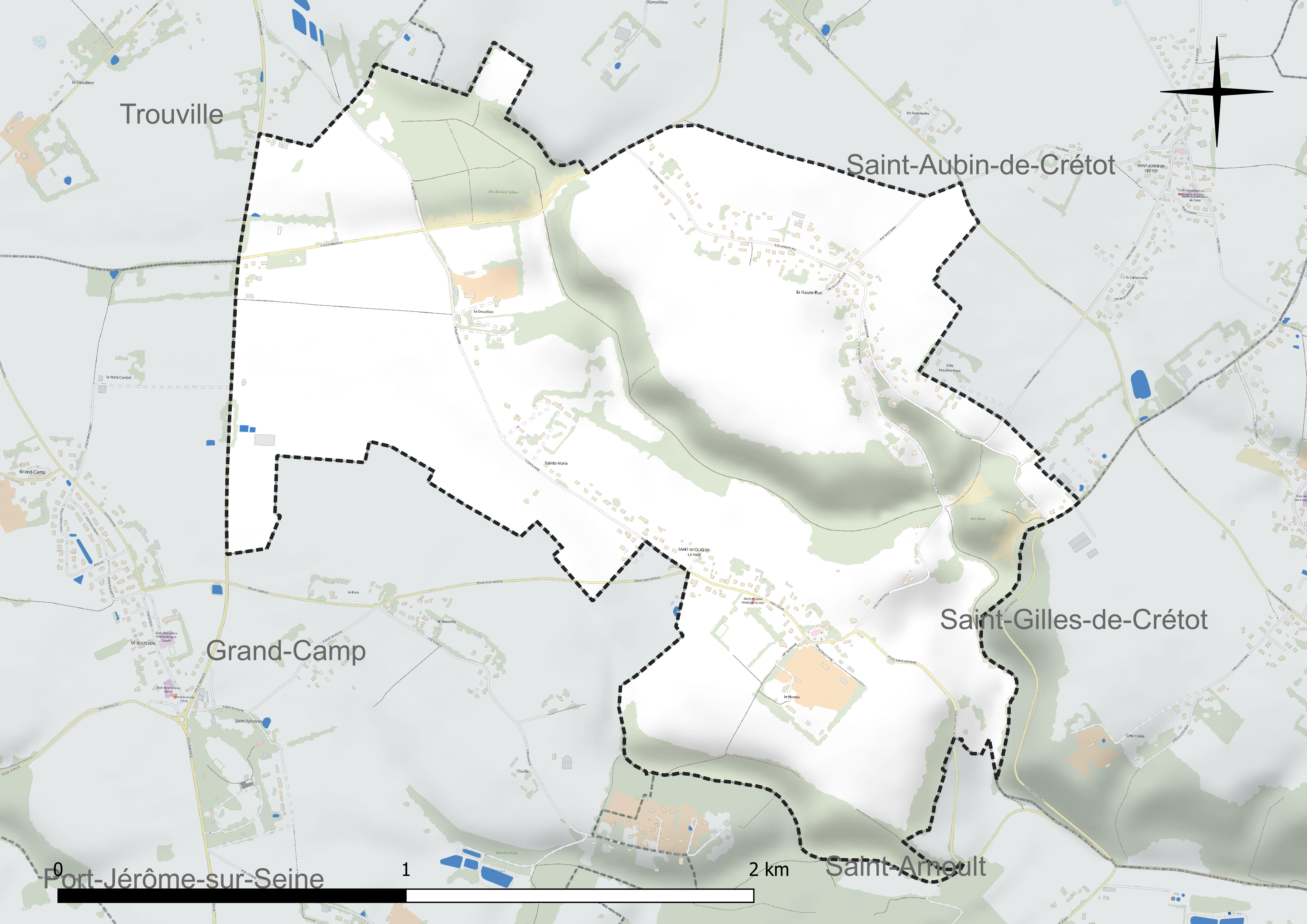
Réseau hydrographique de Saint-Nicolas-de-la-Haie.

### Climat
Pour des articles plus généraux, voir Climat de la Normandie et Climat de la Seine-Maritime.
En 2010, le climat de la commune est de type climat océanique altéré, selon une étude du CNRS s'appuyant sur une série de données couvrant la période 1971-2000. En 2020, Météo-France publie une typologie des climats de la France métropolitaine dans laquelle la commune est exposée à un climat océanique et est dans la région climatique  Côtes de la Manche orientale, caractérisée par un faible ensoleillement (1 550 h/an) ; forte humidité de l’air (plus de 20 h/jour avec humidité relative > 80 % en hiver), vents forts fréquents. Parallèlement le GIEC normand, un groupe régional d’experts sur le climat, différencie quant à lui, dans une étude de 2020, trois grands types de climats pour la région Normandie, nuancés à une échelle plus fine par les facteurs géographiques locaux. La commune est, selon ce zonage, exposée à un « climat maritime », correspondant au Pays de Caux, frais, humide et pluvieux, légèrement plus frais que dans le Cotentin.
Pour la période 1971-2000, la température annuelle moyenne est de 10,4 °C, avec une amplitude thermique annuelle de 14,1 °C. Le cumul annuel moyen de précipitations est de 912 mm, avec 13,2 jours de précipitations en janvier et 8,5 jours en juillet. Pour la période 1991-2020, la température moyenne annuelle observée sur la station météorologique la plus proche, située sur la commune de Petiville à 11 km à vol d'oiseau, est de 12,0 °C et le cumul annuel moyen de précipitations est de 844,9 mm,. Pour l'avenir, les paramètres climatiques de la commune estimés pour 2050 selon différents scénarios d’émission de gaz à effet de serre sont consultables sur un site dédié publié par Météo-France en novembre 2022.

### Milieux naturels et biodiversité
La commune fait partie du parc naturel régional des Boucles de la Seine normande.

## Urbanisme

### Typologie
Au 1er janvier 2024, Saint-Nicolas-de-la-Haie est catégorisée commune rurale à habitat dispersé, selon la nouvelle grille communale de densité à sept niveaux définie par l'Insee en 2022.
Elle est située hors unité urbaine. Par ailleurs la commune fait partie de l'aire d'attraction de Lillebonne, dont elle est une commune de la couronne,. Cette aire, qui regroupe 6 communes, est catégorisée dans les aires de moins de 50 000 habitants,.

### Occupation des sols
L'occupation des sols de la commune, telle qu'elle ressort de la base de données européenne d’occupation biophysique des sols Corine Land Cover (CLC), est marquée par l'importance des territoires agricoles (71,9 % en 2018), une proportion identique à celle de 1990 (71,9 %). La répartition détaillée en 2018 est la suivante : 
terres arables (43,8 %), prairies (28,1 %), forêts (20,5 %), zones urbanisées (7,6 %). L'évolution de l’occupation des sols de la commune et de ses infrastructures peut être observée sur les différentes représentations cartographiques du territoire : la carte de Cassini (XVIIIe siècle), la carte d'état-major (1820-1866) et les cartes ou photos aériennes de l'IGN pour la période actuelle (1950 à aujourd'hui).

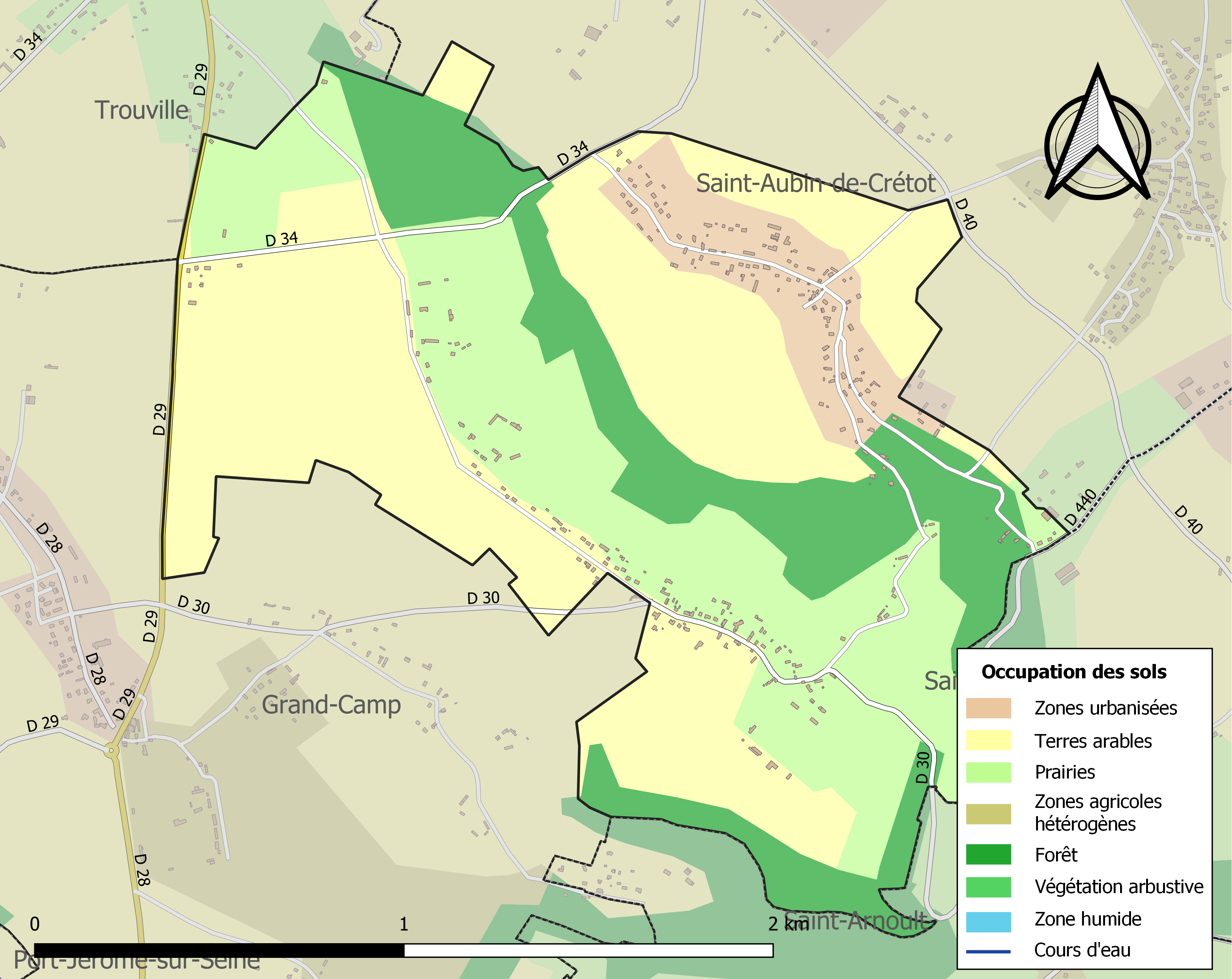
Carte des infrastructures et de l'occupation des sols de la commune en 2018 (CLC).

### Risques naturels et technologiques
La commune a été victime d'inondations et de coulées de boue en juin 1993 et fin décembre 1999.

## Toponymie
Le nom de la localité est attesté sous les formes Haia vers 1240, La Haie en 1319, Sanctus Nicolaus de Haia en 1337, Ecclesia Sancti Nicolai de Haya en 1377 et 1378, La Haie Saint Nicolas en 1431, Saint Nicolas de la Haye en 1713,.
En 1793, la commune s'appelait Saint-Nicolas-de-la-Haie. Elle prit le nom de Saint-Nicolas-de-la-Haye en 1801.
Le nom de la commune provient du mot haia (la forêt) et de saint Nicolas, honoré dès le XIe siècle.

## Politique et administration

### Fusion de communes
La municipalité souhaite depuis 2018, sans succès, intégrer la commune nouvelle de Port-Jérôme-sur-Seine,

### Enseignement

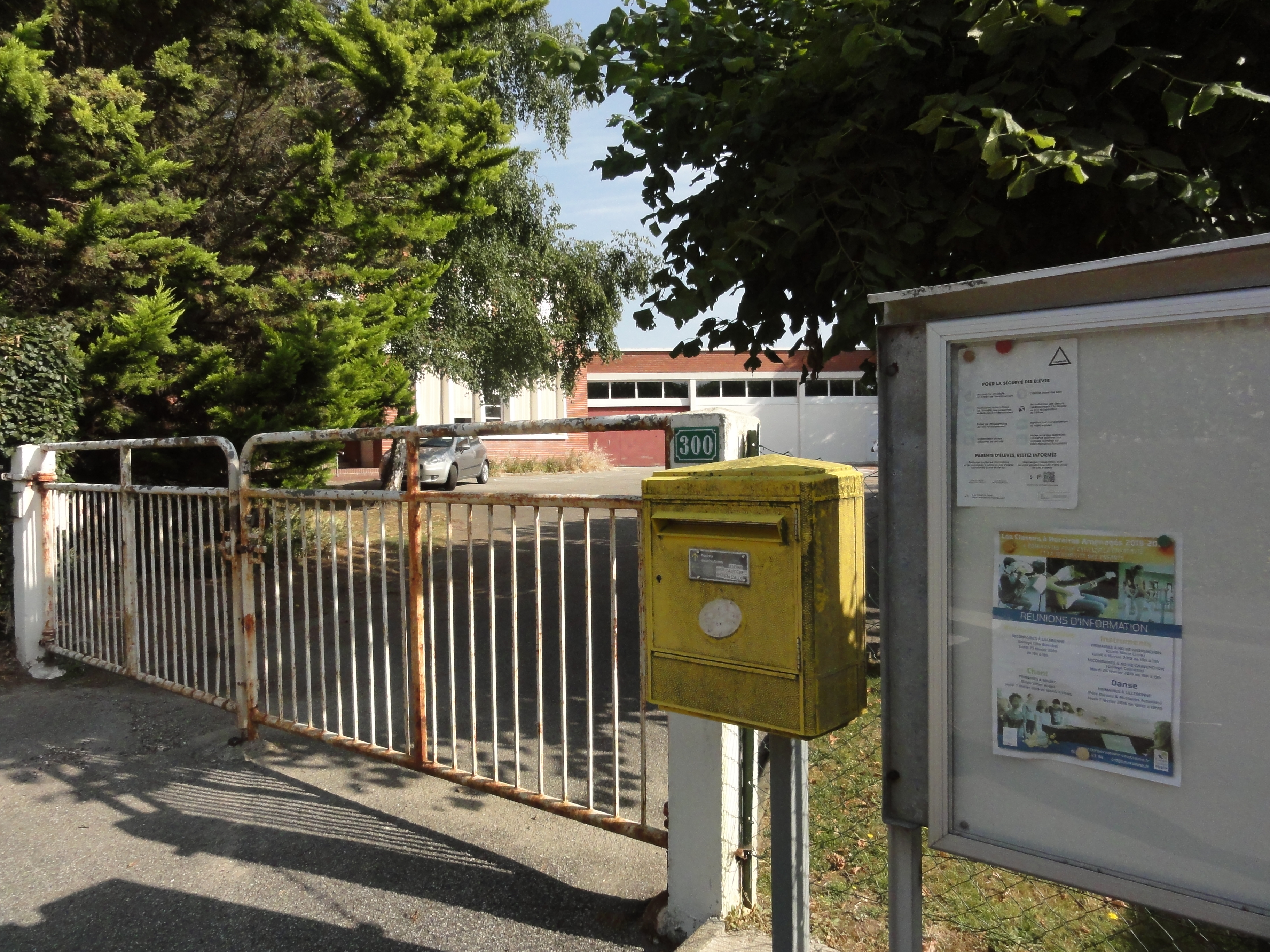
L'école.

### Liste des maires
| Période                                  | Période                    | Identité       | Étiquette | Qualité                                                                            |
| ---------------------------------------- | -------------------------- | -------------- | --------- | ---------------------------------------------------------------------------------- |
| Les données manquantes sont à compléter. |                            |                |           |                                                                                    |
| 1983                                     | 1995                       | Yvette Olivier |           |                                                                                    |
| Les données manquantes sont à compléter. |                            |                |           |                                                                                    |
| mars 2001                                | En cours (au 10 août 2020) | Gilles Amat    |           | Vice-président de la CA Caux Seine Agglo (2020 → ) Réélu pour le mandat 2020-2026, |

## Population et société

### Démographie
L'évolution du nombre d'habitants est connue à travers les recensements de la population effectués dans la commune depuis 1793. Pour les communes de moins de 10 000 habitants, une enquête de recensement portant sur toute la population est réalisée tous les cinq ans, les populations de référence des années intermédiaires étant quant à elles estimées par interpolation ou extrapolation. Pour la commune, le premier recensement exhaustif entrant dans le cadre du nouveau dispositif a été réalisé en 2006.

En 2022, la commune comptait 408 habitants, en évolution de −0,49 % par rapport à 2016 (Seine-Maritime : +0,35 %, France hors Mayotte : +2,11 %).
| 1793 | 1800 | 1806 | 1821 | 1831 | 1836 | 1841 | 1846 | 1851 |
| ---- | ---- | ---- | ---- | ---- | ---- | ---- | ---- | ---- |
| 307  | 350  | 364  | 355  | 366  | 351  | 349  | 304  | 316  |

| 1856 | 1861 | 1866 | 1872 | 1876 | 1881 | 1886 | 1891 | 1896 |
| ---- | ---- | ---- | ---- | ---- | ---- | ---- | ---- | ---- |
| 308  | 321  | 328  | 319  | 297  | 225  | 238  | 247  | 198  |

| 1901 | 1906 | 1911 | 1921 | 1926 | 1931 | 1936 | 1946 | 1954 |
| ---- | ---- | ---- | ---- | ---- | ---- | ---- | ---- | ---- |
| 205  | 194  | 196  | 144  | 147  | 150  | 179  | 174  | 177  |

| 1962 | 1968 | 1975 | 1982 | 1990 | 1999 | 2006 | 2011 | 2016 |
| ---- | ---- | ---- | ---- | ---- | ---- | ---- | ---- | ---- |
| 185  | 178  | 176  | 268  | 348  | 379  | 399  | 398  | 410  |

| 2021 | 2022 | - | - | - | - | - | - | - |
| ---- | ---- | - | - | - | - | - | - | - |
| 411  | 408  | - | - | - | - | - | - | - |

## Culture locale et patrimoine

### Lieux et monuments
- Église paroissiale Saint-Nicolas, datant du XIe siècle. Elle a été complétée au cours du temps : le clocher a été fabriqué au XIIIe siècle, le chœur et le transept ont été refaits en 1631 et la nef et la sacristie ont également fait l'objet de travaux dans la deuxième partie du XVIIIe siècle[29].
- Manoir du XVIIIe siècle, propriété privée, recouvert d'ardoise et de chaume, se situe sur la commune. Il comprend notamment une charretterie et un pressoir à cidre[30].
- Manoir du XVIe siècle au lieu-dit Sainte-Marie, propriété privée, a été agrandi de parties agricoles au XVIIIe siècle[31].
- Manoir des XVIIe et XVIIIe siècles, propriété privée, au lieu-dit les Sablonnières, comprend un colombier circulaire[32].
- Monument aux morts.

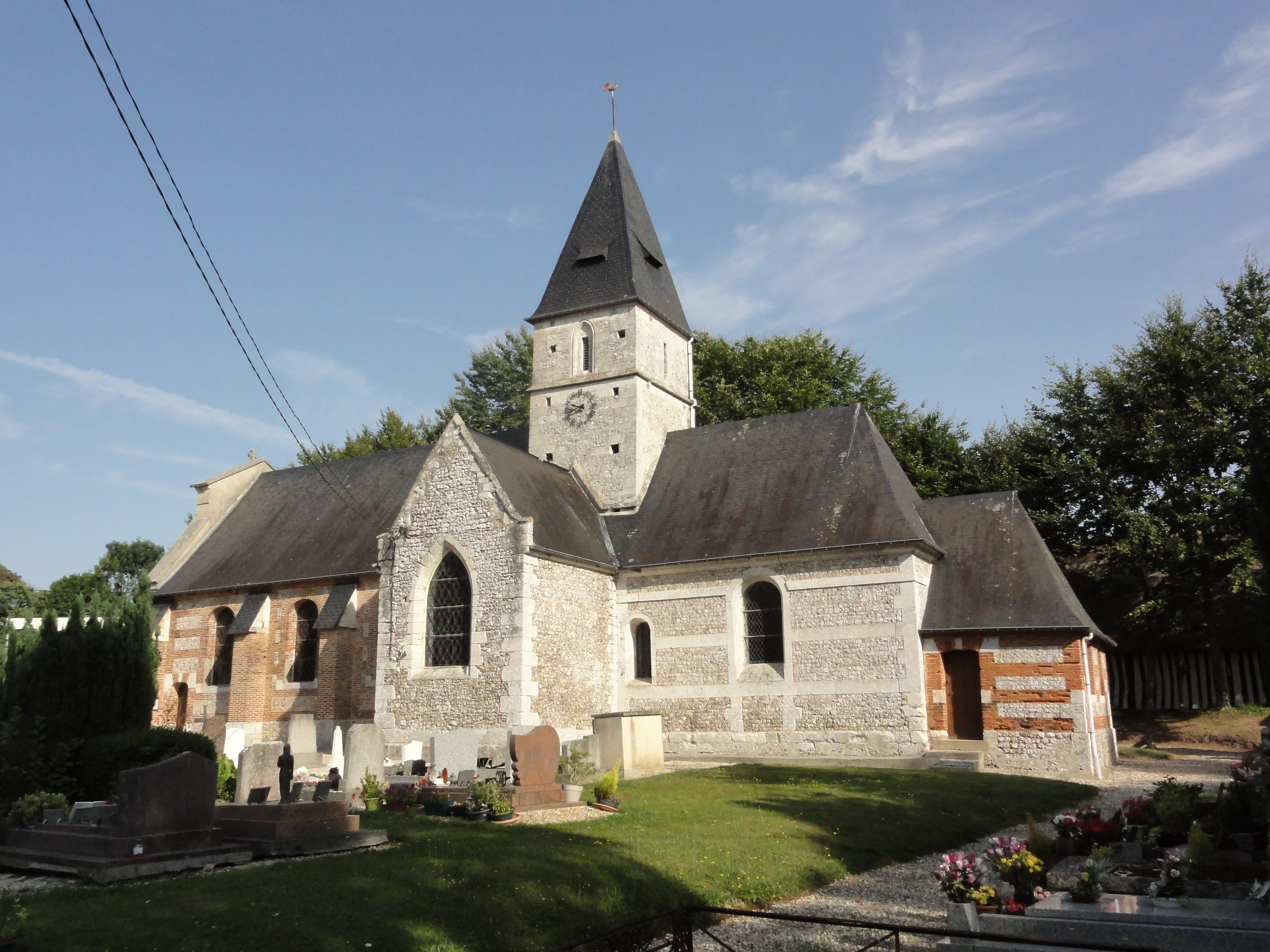
Église Saint-Nicolas.
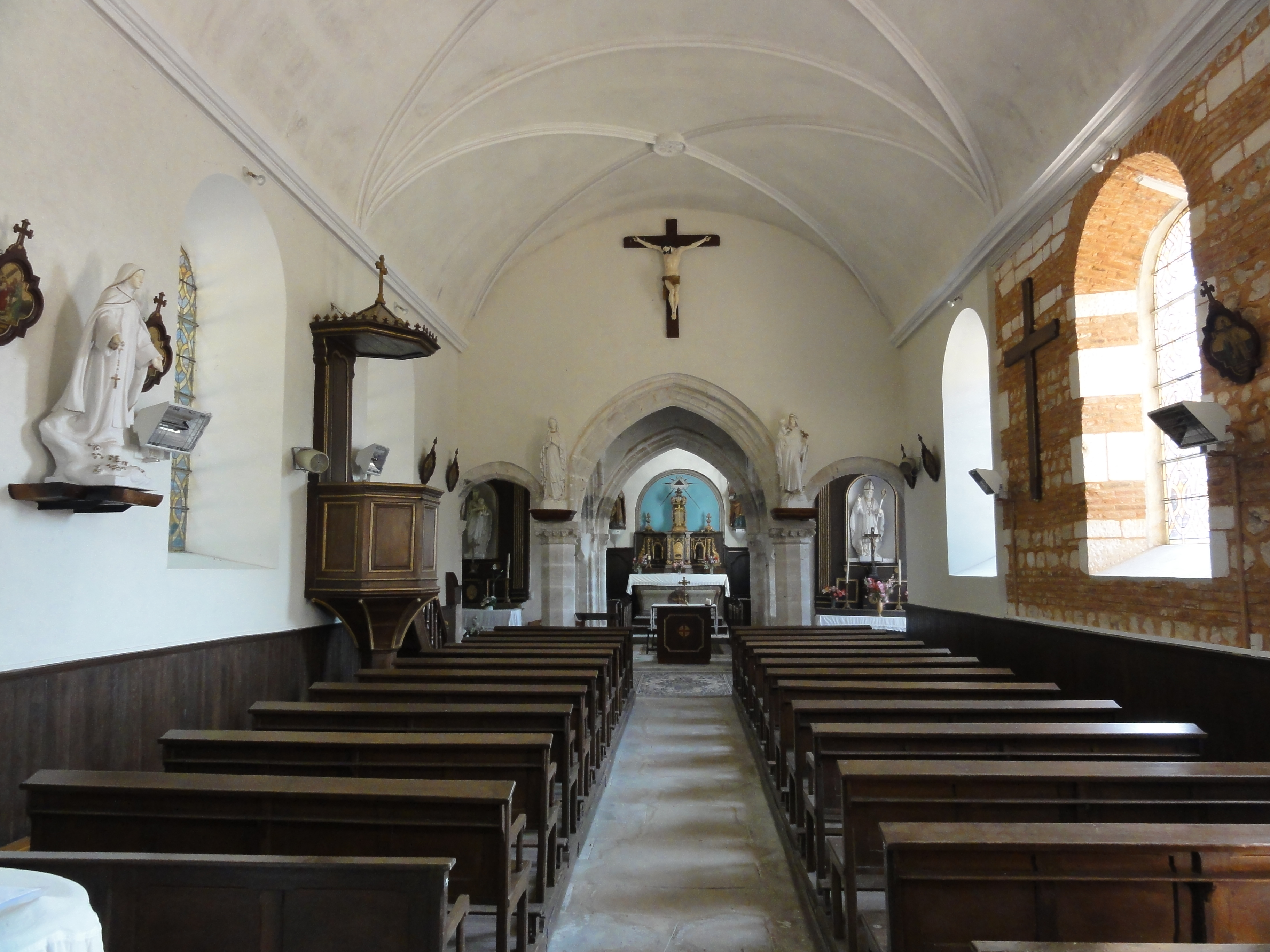
Intérieur de l'église.
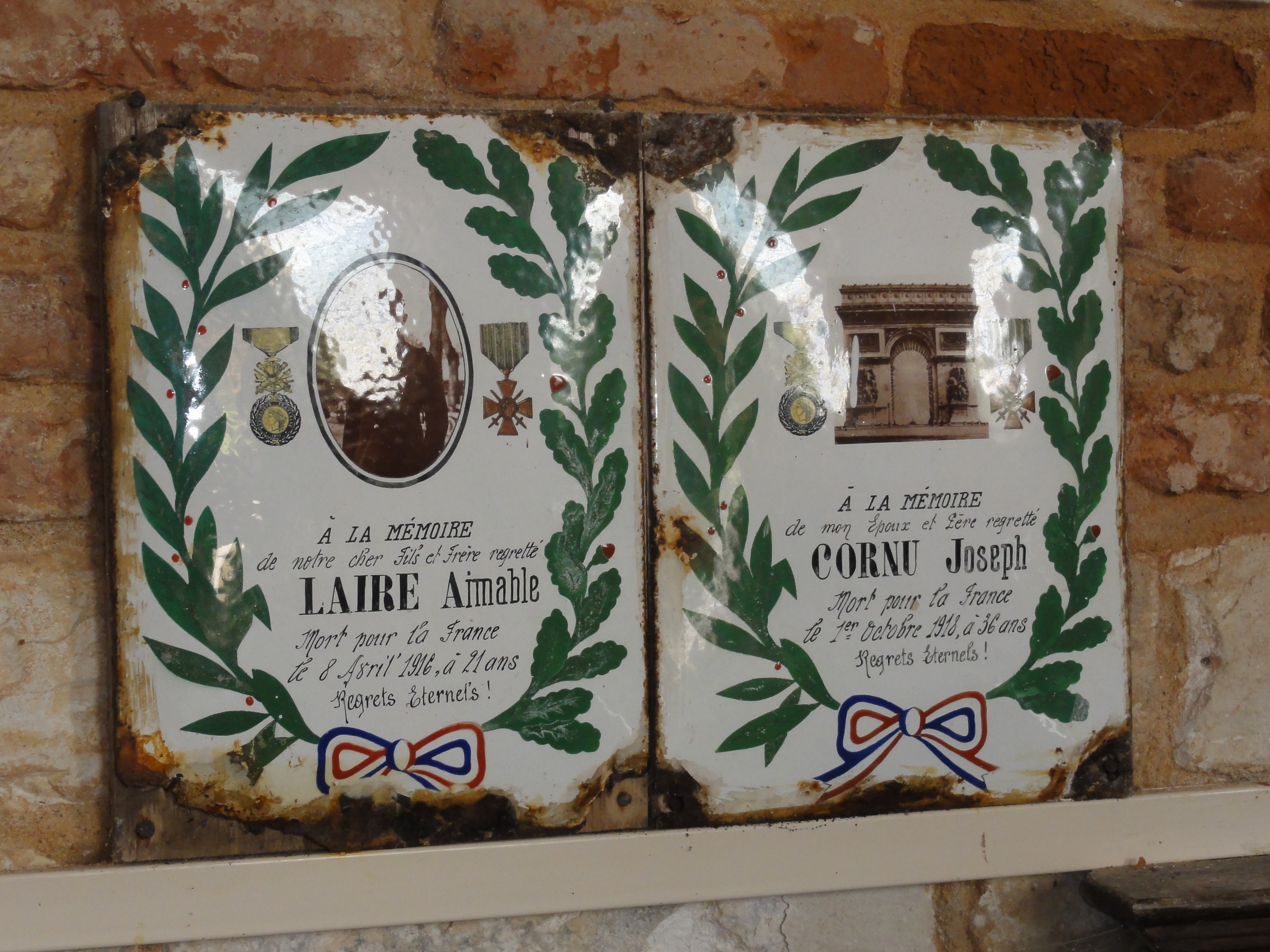
Église, plaques, mémorial morts pour la France.
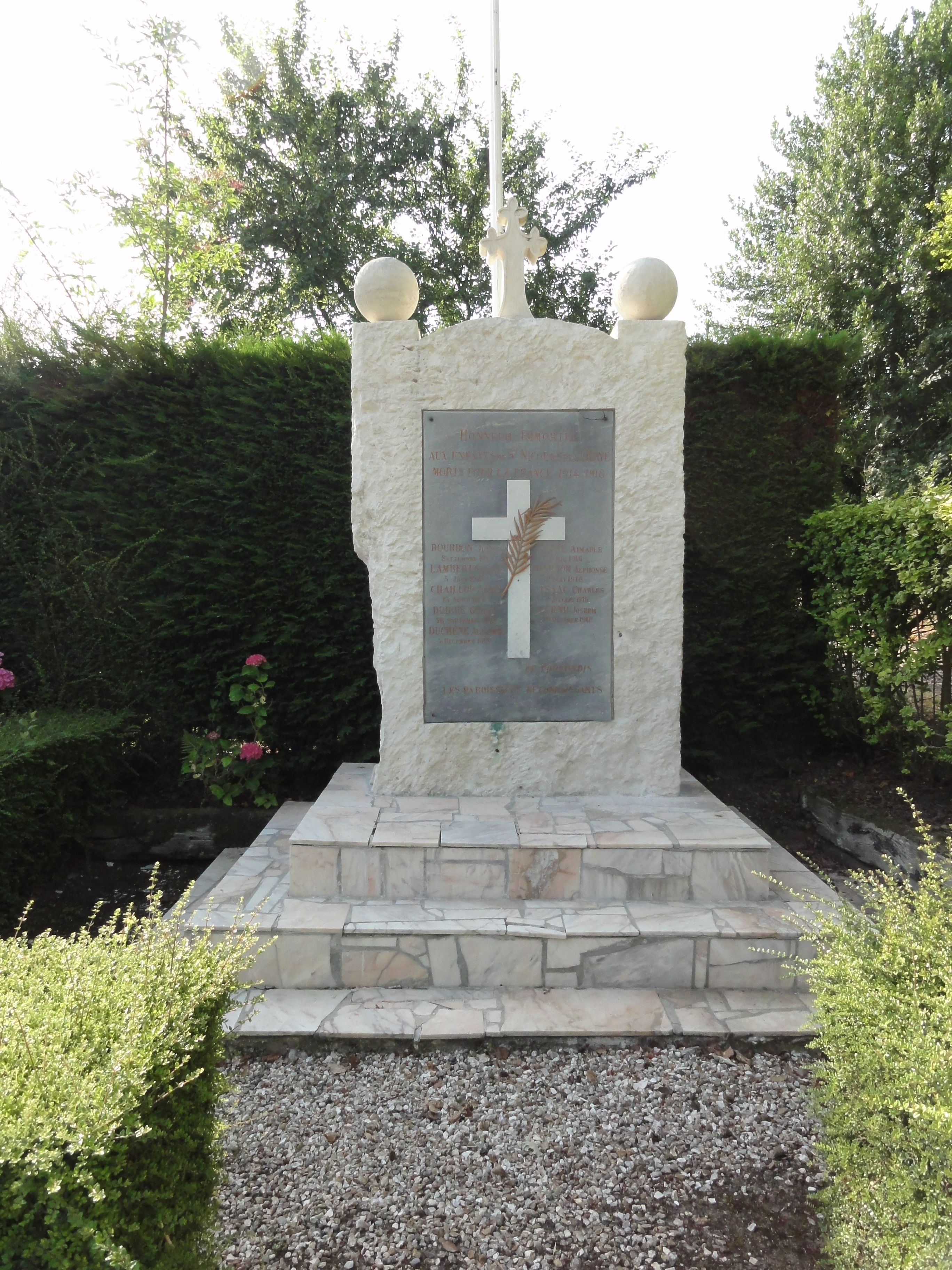
Monument aux morts.

### Héraldique
| Armes de Saint-Nicolas-de-la-Haie | Les armes de la commune de Saint-Nicolas-de-la-Haie se blasonnent ainsi : D’azur au pal d’or chargé d’une crosse d’abbé de gueules, cantonné au 1) et au 4) d’un diamant d’argent et au 2) et 3 ) d’une hure de sanglier du même. |

## Pour approfondir